# Olle Ahlberg
Olle Bengt Fredrik Ahlberg, född 8 september 1997 i Haga församling i Göteborg, är en svensk löpare med inriktning på långdistanslöpning. Han tävlar för klubben Hälle IF och tränas av Ulf Friberg.

## Friidrott
Ahlberg noterade sina första resultat på friidrottsscenen under hösten 2018. Under sommaren 2021 tog han sina första SM medaljer i samband med stafett SM i Huddinge på sträckorna 4x800 meter och 4x1500 meter. Senare under sommaren tog Ahlberg ett silver på 10 000 meter i samband med SM i friidrott 2021 på tiden 29:28 efter en rafflande slutspurt. En vecka senare gjorde han landslagsdebut under Finnkampen på 10 000 meter tillsammans med Suldan Hassan och Oliver Löfqvist.